# Galaxy Nexus
Galaxy Nexus是由Google設計推出的運行Android操作系統的智能手機，由韓國三星電子代工製造。该手机是Nexus系列中的第三款手机，为Nexus One与Nexus S的后继产品，并且是第一款搭载Android 4.0的设备。相比前代，Galaxy Nexus升级至采用龙迹曲面玻璃的高清分辨率Super AMOLED显示屏，并搭载了改进的相机。
Galaxy Nexus的名称是三星与Google联合出品的产物。但由于在巴西牵涉到现有的名为“Nexus”的商标，该产品被称为 Galaxy X。
Google和三星于2011年10月19日在香港联合推出了Galaxy Nexus 。它于2011 年11月17日在欧洲发布。这是为数不多的Android开源项目推荐从源代码构建Android的手机。在其继任者LG Nexus 4发布之后，2012年10月29日，Galaxy Nexus不再在Google Play商店上出售。

## 硬件
Galaxy Nexus採用了一塊4.65英寸的Super AMOLED HD PenTile電容觸摸屏，分辨率為1280×720像素（720p HD級別），反應時間為0.01ms，表面與前代Nexus S一樣是採用弧形玻璃。LTE版的Galaxy Nexus厚度僅為9.47mm，重量僅150克，手機正面沒有任何物理按鍵，上方則是一顆130萬的前置攝像頭。手機背面則是一顆500萬像素的主攝像頭，並印有Google和Samsung的標識。手機背面整體採用了磨砂質感，並帶有一定的弧度。GALAXY Nexus擁有一顆德州儀器製造的OMAP 4460雙核處理器（頻率1.2GHz），並內置了16GB/32G闪存和1GB的内存，也比Nexus S多了一個氣壓感應器。

## 軟件
Galaxy Nexus初始搭載了Android 4.0操作系統，2012年通过OTA升级为Android 4.1操作系统，2013年升级为Android 4.2.1及Android 4.3操作系统。2013年10月31日，Google发布Android 4.4 Kitkat，因为德州仪器退出手机芯片市场，Galaxy Nexus不支持升级到该版本。

## 專利權爭議
2012年6月30日美國加利福尼亞州聖荷西法院頒布Galaxy Nexus之禁售令，因其侵犯蘋果公司擁有之專利權，因此即日起不得於美國販售。但在2012年10月11日，美國華盛頓聯邦巡迴上訴法院駁回了美國禁售的裁決。

## 外部連結
- Google Nexus官方網站 （页面存档备份，存于）（英文）
- Google 官方 Google Nexus 系统镜像文件下载页面（页面存档备份，存于）